# Ezekiel Kemboi
Ezekiel Kemboi Cheboi (ur. 25 maja 1982 w Matira) – kenijski lekkoatleta, specjalizujący się w biegu na 3000 metrów z przeszkodami, dwukrotny mistrz olimpijski z Aten (2004) oraz Londynu (2012), czterokrotny mistrz i 3-krotny wicemistrz świata. Na Igrzyskach Olimpijskich w 2008 w Pekinie zajął 7. miejsce, był też finalistą igrzysk olimpijskich w Rio de Janeiro (w tej fazie został zdyskwalifikowany).

## Sukcesy
| Rok  | Zawody                      | Miasto     | Miejsce | Konkurencja                   |
| ---- | --------------------------- | ---------- | ------- | ----------------------------- |
| 2003 | Mistrzostwa świata          | Paryż      | 2.      | Bieg na 3000 m z przeszkodami |
| 2004 | Letnie Igrzyska Olimpijskie | Ateny      | 1.      | Bieg na 3000 m z przeszkodami |
| 2005 | Mistrzostwa świata          | Helsinki   | 2.      | Bieg na 3000 m z przeszkodami |
| 2007 | Mistrzostwa świata          | Osaka      | 2.      | Bieg na 3000 m z przeszkodami |
| 2009 | Mistrzostwa świata          | Berlin     | 1.      | Bieg na 3000 m z przeszkodami |
| 2010 | Igrzyska Wspólnoty Narodów  | Nowe Delhi | 2.      | Bieg na 3000 m z przeszkodami |
| 2011 | Mistrzostwa świata          | Daegu      | 1.      | Bieg na 3000 m z przeszkodami |
| 2012 | Letnie Igrzyska Olimpijskie | Londyn     | 1.      | Bieg na 3000 m z przeszkodami |
| 2013 | Mistrzostwa świata          | Moskwa     | 1.      | Bieg na 3000 m z przeszkodami |
| 2014 | Igrzyska Wspólnoty Narodów  | Glasgow    | 3.      | Bieg na 3000 m z przeszkodami |
| 2014 | Mistrzostwa Afryki          | Marrakesz  | 3.      | Bieg na 3000 m z przeszkodami |
| 2015 | Mistrzostwa świata          | Pekin      | 1.      | Bieg na 3000 m z przeszkodami |

## Rekordy życiowe
- bieg na 3000 metrów – 7:44,24 (2012)
- bieg na 3000 metrów z przeszkodami – 7:55,76 (2011) 7. wynik w historii światowej lekkoatletyki